# Vokė
Die Vokė ist ein Fluss in Litauen, ein linker Nebenfluss der Neris.
Sie entspringt dem Papis-See und fließt nach Nordosten, hinter Juodšiliai in der Rajongemeinde Vilnius biegt sie nach Nordwesten ab. Die Nebenflüsse sind Krempė, Asdrė (rechts) und Rudamina (links). Bei Mūrinė Vokė und Grigiškės ist die Vokė gestaut. Es gibt das hydrographische Schutzgebiet Vokė und ein geomorphologisches Schutzgebiet Vokė.

## Orte
An der Vokė liegen folgende Orte: Papiškės, Melekonys, Pagiriai, Vaidotai, Baltoji Vokė (Querung: Eisenbahnbrücke Baltoji Vokė), Vilnius (Stadtteile Vaidotai, Kazbiejai, Trakų Vokė, Gureliai, Liudvinavas, Mūrinė Vokė), Grigiškės und Salos.